# Quỳnh Mai
Quỳnh Mai là một phường thuộc quận Hai Bà Trưng, thành phố Hà Nội, Việt Nam.
Phường Quỳnh Mai có diện tích 0,17 km², dân số năm 2022 là 11.890 người, mật độ dân số đạt 69.941 người/km².